# Щуровская, Юлия
Юлия Щуровская (пол. Julia Szczurowska; род. 29 июля 2001, Ольштын) — польская волейболистка, диагональная нападающая.

## Карьера

### Клубная карьера
С 2013 года находилась в системе польского клуба «Вроцлав». В сезоне 2017/2018	выступала за первую команду. В 2018 году перешла в «Расинг». Спустя год впервые стала чемпионом Франции в составе команды из Канн.
С 2020 года выступает за польский клуб «Энерга МКС Калиш».

### Карьера в сборной
Принимала участие в чемпионате мира по волейболу среди девушек 2017 года, где сборная Польша дошла до 1/8 финала. В 2018 году стала бронзовым призёром первенства мира в Албании.